# カルヴィ (フランス)
カルヴィ （Calvi）は、フランス、オート＝コルス県のコミューン。

## 概要
カルヴィはコルシカ島の北西岸に位置し、バスティアから95km、リール＝ルッスから24km離れている。コルシカ島内第5の人口を持つコミューンである。
15世紀当時ジェノヴァ共和国に支配されていたカルヴィには、探検家クリストファー・コロンブスがこの地で生まれたという伝説がある。コルシカ島の不穏な要素がカルヴィ住民に対する悪評を与えることになってしまい、コロンブスは自らの出自を隠していたというものである。
フランス陸軍の第2外人落下傘連隊がカルヴィの要塞（シタデル）内に駐屯している。

## 歴史
コミューンのモットー、"Calvi semper fidelis," ("カルヴィは常に誠実である")は、元々はジェノヴァ共和国に対する忠誠を表したものである。

## 経済
カルヴィ経済は本質的に夏期の観光を基盤としている。これは、1950年にイギリスの旅行社ホライゾンの創設者ウラジーミル・ライツが始めたものである。サント＝カトリーヌ国際空港、クサヴィエ・コロンナ港はどちらも多くの観光客を迎える。

## みどころ

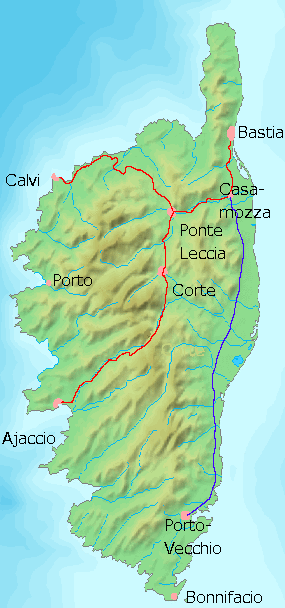
コルシカ島の地図

- シタデル
- サンタントワーヌ修道院

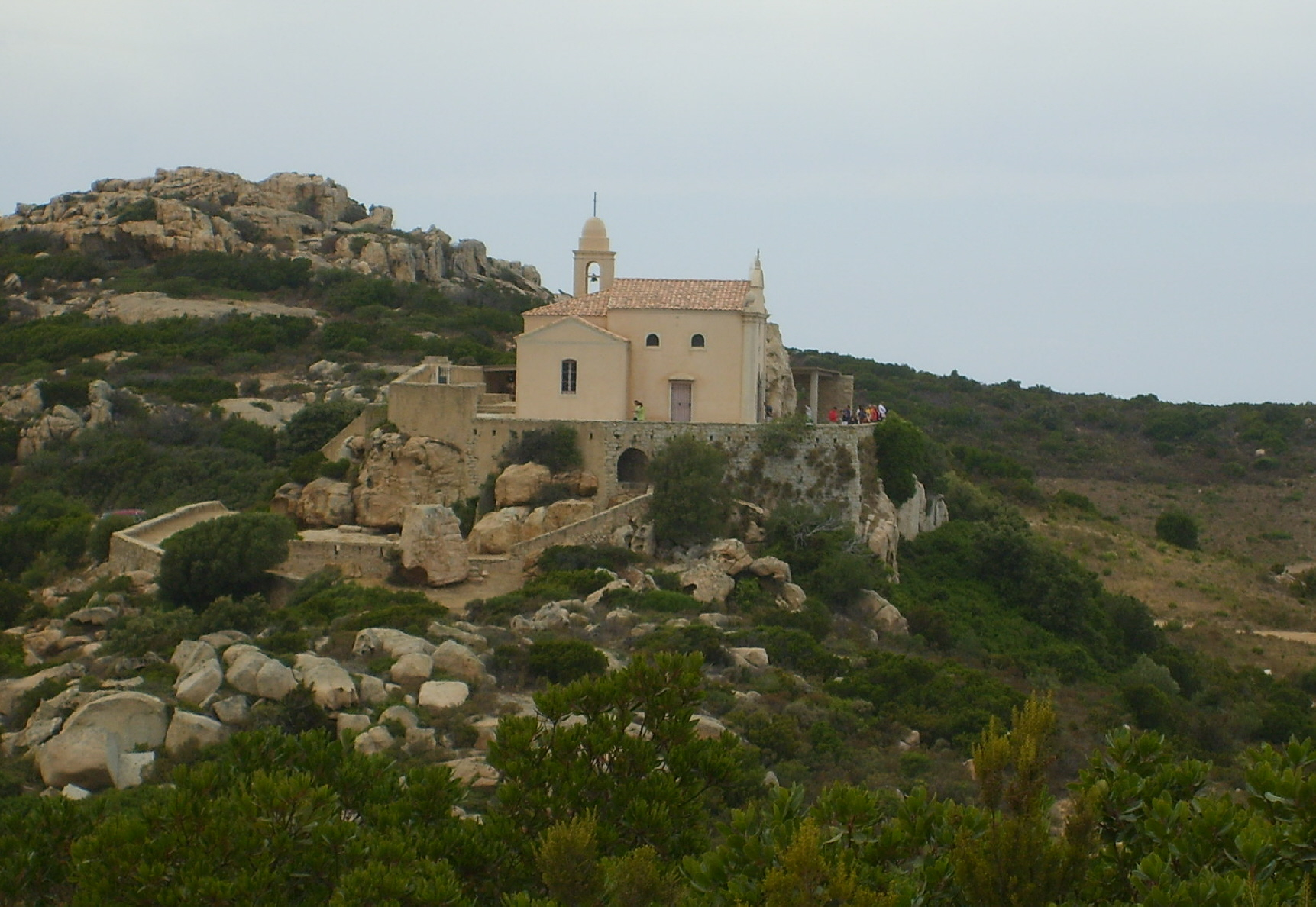
ノートルダム・ド・ラ・セラ教会
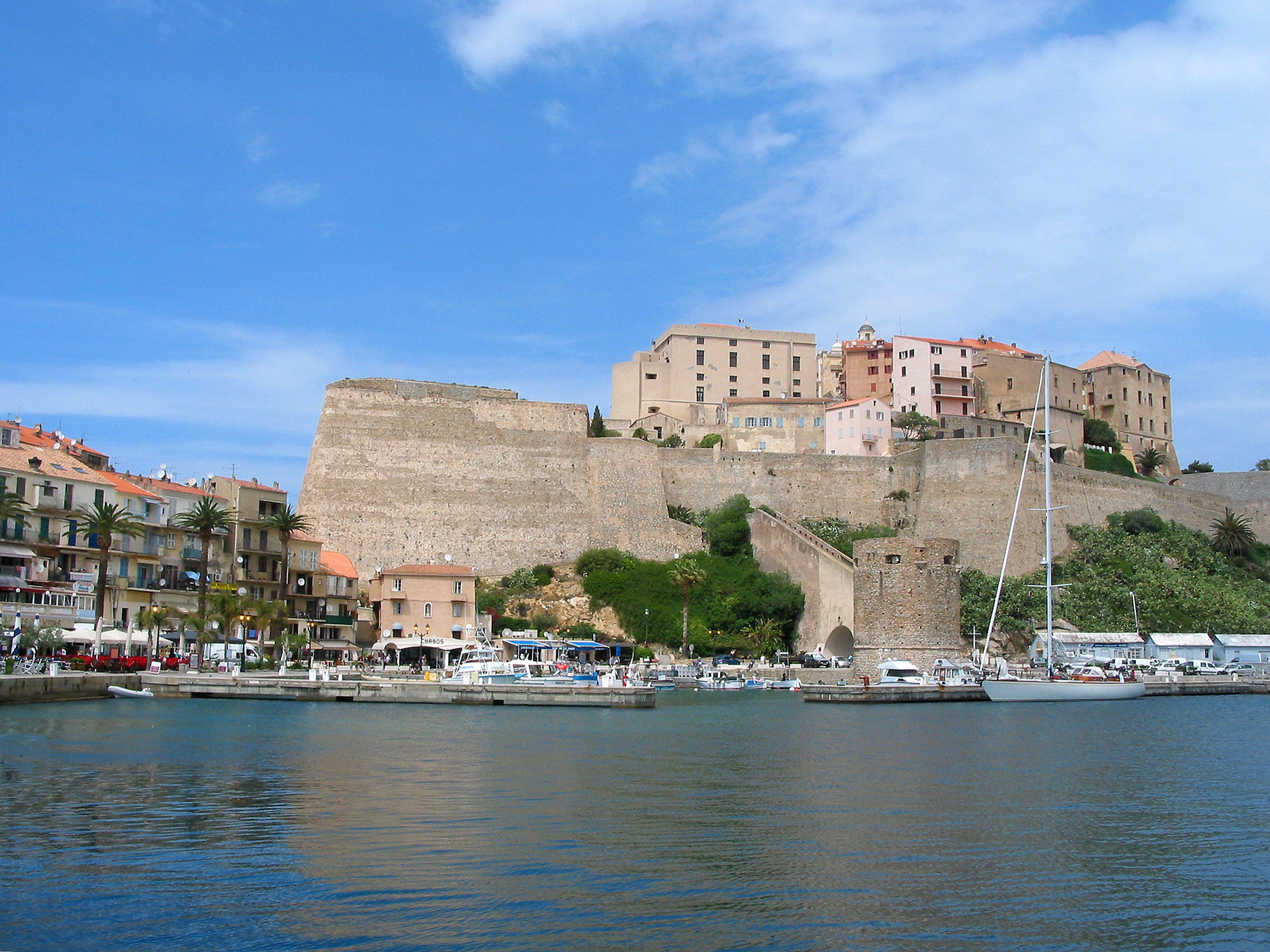
港から眺めたシタデル
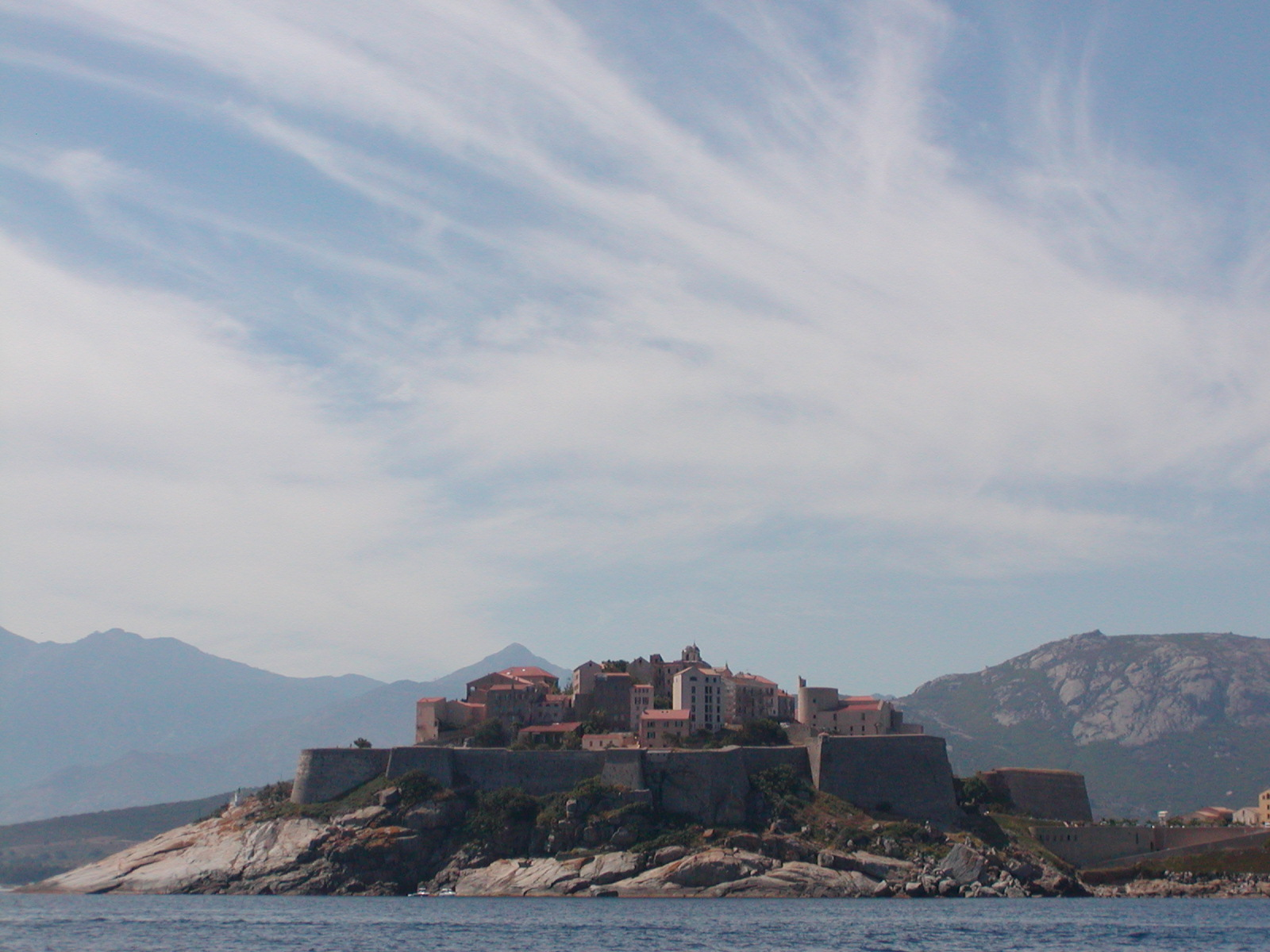
海から眺めたカルヴィ

- ノートルダム・ド・ラ・セラ教会
- 港から眺めたシタデル
- 海から眺めたカルヴィ